# الیت ایبرامز
اِلیِت اِیْبرامز  (انگلیسی: Elliott Abrams؛ زادهٔ ۲۴ ژانویهٔ ۱۹۴۸) دیپلمات، وکیل و سیاستمدار آمریکایی است، که در مناصب سیاست خارجی در دولت‌های رؤسای جمهور رونالد ریگان، جرج دابلیو بوش و دونالد ترامپ کار کرده‌است. ایبرامز در زمان کار برای ریگان به پنهان کردن اطلاعات از کنگره در خصوص ماجرای مک‌فارلین متهم و محکوم شد، ولی رئیس‌جمهور جرج اچ. دابلیو بوش او را عفو کرد.
او هم‌اکنون عضو پیوسته ارشد مطالعات خاورمیانه در شورای روابط خارجی است. علاوه بر این ایبرامز مناصبی در کمیته صلح و امنیت در خلیج فارس، مرکز سیاست امنیتی و شورای مشاوره ملی وزیر، کمیته لبنان آزاد و پروژه سده نوین آمریکایی است. ایبرامز، یهودی و از اعضای شورای یادبود هولوکاست آمریکا است و در دانشگاه جرج‌تاون سیاست خارجی تدریس می‌کند. او در وبلاگی در خصوص سیاست خارجی آمریکا و حقوق بشر می‌نویسد.
در دولت ریگان، ایبرامز به خاطر درگیر بودن در تصمیم‌های سیاست خارجی بحث‌برانگیز در خصوص نیکاراگوئه و السالوادور بدنام شد. در دور نخست دولت جرج دابلیو بوش او به عنوان دستیار ویژه رئیس‌جمهور و اداره‌کننده ارشد شورای امنیت ملی ایالات متحده آمریکا برای امور خاور نزدیک و شمال آفریقا فعالیت کرد. در آغاز دور دوم بوش، ایبرامز به عنوان قائم‌مقام مشاور امنیت ملی برای استراتژی جهانی دمکراسی ترفیع یافت و مسئول ترویج استراتژی بوش در خصوص پیشبرد دمکراسی در خارج از کشور بود. انتصاب او از سوی بوش به دلیل داشتن محکومیت در سال ۱۹۹۱ در دو فقره اتهام سو رفتار و پنهان کردن اطلاعات از کنگره ایالات متحده آمریکا در جریان تحقیقات ماجرای مک‌فارلین مجادله‌برانگیز شد. در دولت بوش، ایبرامز از معماران کلیدی جنگ عراق بود.

## زندگی

### تولد و تحصیل
الیت ایبرامز در سال ۱۹۴۸ در یک خانوادهٔ یهودی آمریکایی در نیویورک به دنیا آمد. پدرش وکیل مهاجرتی بود و پدر و مادرش از اعضای حزب دموکرات به‌شمار می‌رفتند. وی دوران ابتدایی و متوسطه را در نیویورک سپری کرد. ایبرامز مدرک کارشناسی خود را در سال ۱۹۶۹ از کالج هاروارد گرفت و در سال ۱۹۷۰ در رشتهٔ روابط بین‌الملل در مقطع کارشناسی ارشد از مدرسه اقتصاد لندن فارغ‌التحصیل شد. وی سپس به نیویورک بازگشت و به کار وکالت مشغول شد.

### ازدواج و فرزندان
ایبرامز  به واسطهٔ سناتور موینیهان با ریچل دِکتر نویسنده و تندیس‌ساز آمریکایی آشنا شد. این دو در سال ۱۹۸۰ با یکدیگر ازدواج کردند. این ازدواج تا زمان مرگ ریچل در سال ۲۰۱۳ ادامه داشت. آن‌ها دارای ۲ فرزند پسر و ۱ فرزند دختر بودند.

## سیاست

### کار
ایبرامز در سال ۱۹۷۵ به عنوان دستیار مشاور در یکی از کمیته‌های مجلس سنای ایالات متحده آمریکا مشغول به کار شد. سپس به کارزار انتخاباتی هنری ام. جکسون برای نامزدی ریاست جمهوری حزب دموکرات در سال ۱۹۷۶ پیوست. وی از سال ۱۹۷۷ تا ۱۹۷۹ به عنوان مشاور ویژه و سرانجام به عنوان رئیس ستاد سناتور دانیل موینیهان خدمت کرد. عدم رضایت از سیاست خارجی جیمی کارتر سبب شد تا ایبرامز در انتخابات ریاست جمهوری سال ۱۹۸۰ برای انتخاب رونالد ریگان فعالیت کند.
الیوت آبرامز خواهان مداخله مستقیم آمریکا برای سرنگونی مانوئل نوریگا در پاناما بود. به دنبال ماجرای ایران-کنترا و افشای دروغ الیوت آبرامز، وی از دولت جرج اچ. دابلیو بوش خارج شد. اما با آغاز ریاست‌جمهوری جرج دابلیو بوش، به دولت آمریکا برگشت و مقام‌هایی از جمله دستیار ویژه رئیس‌جمهور و جانشین مشاور امنیت ملی را به‌دست آورد.
در سال ۲۰۰۲ روزنامه گاردین گزارش کرد که الیوت ایبرامز پشتیبان کودتای نافرجام علیه هوگو چاوز، رئیس‌جمهور آن هنگام ونزوئلا، بوده‌است.

#### حمایت از عامل نسل‌کشی گواتمالا
به‌عنوان دستیار مشاور، ایبرامز از حامیان دیکتاتور کشور گواتمالا، اِفرین رایوس مونت، بود. رایوس مونت با کودتایی در سال ۱۹۸۲ و غلبه به نیروهای ژنرال فرناندو رومیو لولاکس گارسیا به قدرت رسید. سی سال بعد، رایوس مونت جهت هدایت کمپین قتل عام و شکنجه مردمان بومی گواتمالا و نسل‌کشی گواتمالا در این کشور گناهکار شناخته شد. الیوت ایبرامز در دوران ریاست‌جمهوری رونالد ریگان، حمل و انتقال تسلیحات نظامی به شمال غرب گواتمالا را تایید کرد و باعث نسل کشی و محو ۶۲۲ روستا و بومیان آن شد. رایوس مونت ادعا میکرد هیچ‌گونه کنترل عملیاتی بر نیروهای درگیر در این قتل عام نداشته است. در نهایت، وی محکوم به نسل‌کشی جمعیت بومیان گواتمالا شد.

### دونالد ترامپ
در انتخابات ریاست‌جمهوری ایالات متحده آمریکا (۲۰۱۶) ایبرامز در ابتدا با نامزدی ترامپ مخالفت بود و در رقابت‌های مقدماتی ریاست جمهوری حزب جمهوری‌خواه) از تد کروز و مارکو روبیو پشتیبانی کرد.
گفته می‌شود در آغاز کار دولت دونالد ترامپ رکس تیلرسون می‌خواست الیت ایبرامز را به عنوان معاون وزیر خارجه آمریکا انتخاب کند اما دونالد ترامپ مخالفت کرد. در ۲۵ ژانویه ۲۰۱۹، مایک پومپئو وزیر امور خارجه ایالات متحده آمریکا او را به عنوان نمایندهٔ ویژهٔ ایالات متحده در ونزوئلا منصوب کرد. ایبرامز با اینکه شخصیت "سرسختی" دارد اما عملاً سیاست‌های وی با تحریم‌های پیاپی ونزوئلا، به رسمیت شناختن مخالفان و تلاش‌های مخالفان برای سرنگونی دولت نیکلاس مادورو از طریق کودتا موفق نبوده‌اند.

### دیدگاه
الیوت آبرامز نومحافظه‌کار است. از وی به عنوان یکی از معماران و طرفداران جنگ عراق در سال ۲۰۰۳ در دوره زمامداری جرج بوش یاد می‌شود. ایبرامز همچنین یهودی و طرفدار اسرائیل است.

## حقوق بشر
عفو بین‌الملل و دیده‌بان حقوق بشر الیوت ایبرامز را متهم می‌کنند که در دوران ریاست‌جمهوری رونالد ریگان جنایت‌های حکومت‌های نظامی متحد آمریکا در آمریکای لاتین را لاپوشانی می‌کرده است. الیوت ایبرامز گزارش‌ها از کشتار غیرنظامیان به دست نیروهای دیکتاتوری نظامی السالوادور را رد می‌کرد و حامی افراین ریوس مونت، دیکتاتور نظامی گواتمالا بود.

## ایران
الیوت آبرامز، ونزوئلا و ایران را دو "حکومت منفور" خوانده است. الیوت ایبرامز خوشبینی چندانی به دیپلماسی با ایران ندارد.

### ماجرای ایران–کُنترا
در جریان تحقیقات در مورد ماجرای ایران-کنترا، لارنس والش، دادستان مستقل که از سوی کنگره مسئولیت رسیدگی به این پرونده را برعهده داشت، چند فقره اتهام را علیه ایبرامز تهیه کرد. در سال ۱۹۹۱ ایبرامز اعتراف کرد که اطلاعات او در مورد ماجرای ایران-کنترا بیشتر از آن چیزی بوده که در شهادت خود در کنگره بیان کرده‌است. وی به دلیل گمراه کردن و پنهان‌نگاه‌داشتن اطلاعات از کنگره گناهکار شناخته شد و به انجام خدمات اجتماعی به مدت ۱۰۰ ساعت و دو سال تعلیق مراقبتی محکوم شد. ایبرامز در دسامبر ۱۹۹۲ توسط رئیس‌جمهور جورج اچ. دبلیو بوش مورد عفو قرار گرفت.

### برهم زدن صلح ایران و آمریکا
الیوت آبرامز از مخالفان هر گونه توافق با ایران است. در سال ۲۰۰۷ روزنامه واشنگتن پست گزارش کرده که در سال ۲۰۰۳ و درست پس از حمله آمریکا به عراق، الیوت ایبرامز نقشی کلیدی در به سرانجام نرسیدن طرح صلح پیشنهادی ایران داشت. این طرح از طریق دورنگار فرستاده شد ولی الیوت ایبرامز آن را به کاندولیزا رایس، وزیر خارجه نرساند.

### ابراهیم رئیسی
آبرامز در انتخابات ریاست‌جمهوری ۱۳۹۶ ایران حامی ابراهیم رئیسی بود. او گفته: "ساده است. رئیسی چهره واقعی جمهوری اسلامی است، اما [حسن] روحانی یک پوشش است. روحانی قدرتی برای تغییر رفتار رژیم ندارد و تنها نقش او گمراه کردن [جهان] غرب درباره نقش 'میانه‌روها ' است. چنان که در دوره محمود احمدی‌نژاد دیدیم، این خیلی برایمان بهتر است که درباره رژیم ایران و رهبران آن توهمی وجود نداشته باشد".

### نماینده ویژه ایالات متحده در امور ایران
در ۶ اوت ۲۰۲۰ (۱۶ مرداد ۱۳۹۹) مایک پومپئو، با تأیید خبر استعفای برایان هوک اعلام کرد که الیت ایبرامز، علاوه بر پست خود به عنوان نماینده ویژه دولت در امور ونزوئلا، مسئولیت‌های هوک را به عنوان نماینده ویژه وزارتخانه‌اش در امور ایران نیز به‌عهده می‌گیرد.